# 돌리코마스틱스속
돌리코마스틱스속(Dolichomastix)는 알파 분류학에서 녹조식물문에 속하는 해양 조류 속의 하나이다. 마미엘라강 돌리코마스틱스목의 돌리코마스틱스과(Dolichomastigaceae)에 속하며 4종을 포함하고 있다. 돌리코마스틱스속은 캐나다와 알래스카의 북극해, 남아프리카공화국의 냉수(-1 - 12°C)에서 발견되어 기재되었지만, 유럽의 수온 최대 18°C의 온대 수역에서 레피도타(D. lepidota)와 눔물리페라(D. nummulifera)가 연이어 발견되기도 했다.

## 하위 종
- D. eurylepidea Manton, 1977
- 돌리코마스틱스 레피도타 (D. lepidota) Manton, 1977
- 돌리코마스틱스 눔물리페라 (D. nummulifera) Manton, 1977
- D. tenuilepis J.Throndsen & A.Zingone, 1997